# Chambao
Chambao est un groupe espagnol de flamenco-musique électronique (flamenco chill) formé à Malaga, Andalousie, Espagne, actif dans sa première période de 2002 à 2018 et avec un retour annoncé pour 2023. Ils mélangent des palos du flamenco avec la musique électronique chill-out.
Le musicien néerlandais Henrik Takkenberg a rencontré les membres du groupe María del Mar, Eduardo et Dani (qui quitte le groupe en 2005) dans un quartier de Málaga. Ils ont déjà publié deux albums.
POKITO A POKO est le troisième album du groupe malagueño, qui comme leur ville d'origine arbore   racines et ouvertures, élégance et fraîcheur, tradition et modernité. Fruit d'une intuition, curiosité, créativité et travail, est à la fois andalou et cosmopolite, ouvert au monde. 
La musique n'a pas de frontières, la musique est surtout illusion et un « sentiment pur ». 
« C'est un être vivant, et comme tel, il doit se développer, croître, et s'adapter à l'environnement et aux temps qu'il veut vivre », elle doit influencer et se laisser influencer.
Chambao est un des groupes les plus innovants dans le mélange des styles, du métissage; ils sont pionniers avec un son qui porte leur signature. Mais, Chambao c'est bien plus, non seulement il s'agit de fusionner le flamenco avec l'électro. C'est, plus qu'une invention, c'est une rencontre.
Leur premier album fut Flamenco Chill, une compilation, avec six chansons et deux versions, avec Triana et Camarón (Pepe de Lucía); avec lui ils atteindront la popularité. Sa qualité et sensualité qui vous transporte des ambiances relaxées mixés avec « le duende » et la grâce leur ont valu la reconnaissance du public (plus  90 000 copies vendu) au niveau national et international. 
Fusionnant des notes de flamenco  avec l'électronique, eux-mêmes ont nommé leur style comme flamenco chill.
Ainsi Pokito a poko devint leur 3e album, en pariant sur la fusion du flamenco de la rue « apaleao » et des programmations et séquence, mais chaque fois avec un langage propre et incomparable. Il évoque la joie et la sérénité avec un sens rythmique plus vivant, encore plus Chambao.
En 2017, La Mari annonce la fin de Chambao et souhaite, dorénavant, se produire sous le nom de La Mari,.
Un dernier concert est organisé et enregistré le 13 janvier 2018 au WiZink Center de Madrid, devant 5 000 personnes. Le 22 juin est édité le live de ce concert, De Chambao a La Mari : Último Concierto, un coffret, livre, double CD et DVD.
En 2023, Chambao annonce son retour, sous la direction de La Mari, ainsi qu'un nouvel album suivi d'une tournée.

## Discographie

### Albums
- 2002 : Flamenco Chill -  2 CD, 8 titres de Chambao + 15 titres de divers artistes sélectionnés par le groupe. (Sony Music)
- 2003 : Endorfinas en la Mente (Des endorphines pour l'esprit) (Sony Music)
- 2004 : Chambao en Privado - CD+DVD (Sony Music)
- 2005 : Pokito a Poko (Petit à petit) - CD ou CD+DVD (Sony Music)
- 2007 : Con Otro Aire (Sous un autre air) - CD ou CD+DVD (Sony Music)
- 2009 : En el Fin del Mundo - CD+DVD ou Livre+CD+DVD (Sony Music)
- 2012 : Chambao (Octubre/Sony Music)
- 2013 : 10 Años Around The World - 2CD (Octubre/Sony Music)
- 2016 : Nuevo ciclo (Octubre/Sony Music)
- 2018 : De Chambao a Lamari: Último Concierto - 2CD + DVD + Livre (Colores Nuevos Records)
- 2023 : En la cresta del ahora (Satélite K / Colores Nuevos Records)

### Compilations
- 2006 : Caminando 2001-2006 - Œuvres complètes, 2 CD + 1DVD (Sony Music)
- 2013 : Esencial Chambao - 2CD (Sony Music)

## Vidéographie
- 2004 : Chambao en Privado - DVD+CD live (Sony Music)
- 2006 : Chambao Puro - DVD live (Sony Music/BMG)
- 2006 : Caminando 2001-2006 - DVD+2CD (Sony Music)
- 2018 : De Chambao a Lamari: Último Concierto - DVD + 2CD + Livre (Sony Music)

## Récompenses
- 2003 : Prix Ondas pour Endorfinas en la mente